# Elecciones provinciales de Jujuy de 1929
Las elecciones generales de la provincia de Jujuy de 1929 tuvieron lugar el domingo 29 de septiembre del mencionado año con el objetivo de elegir al Gobernador para el período 1930-1933, después del fallecimiento en el cargo de Pedro José Pérez, así como renovar 9 de los 18 escaños de la Cámara de Diputados. Miguel Aníbal Tanco fue candidato de la Unión Cívica Radical (UCR), apoyado por el presidente Hipólito Yrigoyen, con Luis Cuñado, del radicalismo antipersonalista, como su principal competidor. El Partido Socialista presentó, por primera vez, una lista de candidatos en la Capital provincial, por lo que esta fue la primera elección desde 1916 en no definirse enteramente entre candidatos radicales.
En gran medida debido al apoyo de Yrigoyen, y a la difícil situación de la provincia, que había tenido que extender mucho el período de gobierno interino, Tanco obtuvo un triunfo abrumador, del 75,21% de los votos, contra el 24,45% de Cuñado. El socialismo logró solo 36 votos, o un 0,33% de los sufragios. La participación duplicó la de la elección anterior, llegando a un 59.65% del electorado. Tanco asumió la gobernación anticipadamente el 1 de enero, a pesar de que el mandato anterior llegaba al 21 de abril.
Con este resultado, el radicalismo yrigoyenista recuperó el control de la provincia después de haber estado fuera del poder casi toda la década de 1920. Sin embargo, Tanco no pudo completar su mandato constitucional, ya que fue depuesto con el golpe de Estado de septiembre de 1930, nueve meses más tarde.

## Resultados

### Nivel general
|  | 75.21 % |

|  | 24.45 % |

|  | 0.33 % |

|  | 95.72 % |

|  | 4.28 % |

|  | 100.00 % |

|  | 59.65 % |

### Resultados por departamento
| Provincia        | Tanco (UCR) | Tanco (UCR) | Cuñado (UCR-T + PP) | Cuñado (UCR-T + PP) | Sin candidato (PS) | Sin candidato (PS) | En blanco |
| Provincia        | Votos       | %           | Votos               | %                   | Votos              | %                  | En blanco |
| ---------------- | ----------- | ----------- | ------------------- | ------------------- | ------------------ | ------------------ | --------- |
| Capital          | 1.690       | 65,23%      | 865                 | 33,38%              | 36                 | 1,39%              | 150       |
| El Carmen        | 798         | 66,83%      | 396                 | 33,17%              | —                  | —                  | 30        |
| San Antonio      | 208         | 68,20%      | 97                  | 31,80%              | —                  | —                  | 11        |
| San Pedro        | 677         | 58,41%      | 482                 | 41,59%              | —                  | —                  | 59        |
| Tilcara          | 384         | 98,97%      | 4                   | 1,03%               | —                  | —                  | 100       |
| Santa Bárbara    | 305         | 82,88%      | 63                  | 17,12%              | —                  | —                  | 10        |
| Yavi             | 654         | 89,96%      | 73                  | 10,04%              | —                  | —                  | 7         |
| Santa Catalina   | 250         | 69,93%      | 108                 | 30,17%              | —                  | —                  | 7         |
| Gobernador Tello | 172         | 56,39%      | 133                 | 43,61%              | —                  | —                  | 16        |
| Cochinoca        | 585         | 82,98%      | 120                 | 17,02%              | —                  | —                  | 20        |
| Rinconada        | 245         | 94,59%      | 14                  | 5,41%               | —                  | —                  | 1         |
| Tumbaya          | 376         | 75,96%      | 119                 | 24,04%              | —                  | —                  | 11        |
| Ledesma          | 1.174       | 97,35%      | 32                  | 2,65%               | —                  | —                  | —         |
| Humahuaca        | 566         | 82,27%      | 122                 | 17,73%              | —                  | —                  | 58        |
| Total            | 8.084       | 75,21%      | 2.628               | 24,45%              | 36                 | 0,33%              | 480       |